# Engångspublikation
En engångspublikation är i litteratursammanhang en term för ett verk som är menat att vara fristående och därmed inte ingå i någon serie; en engångspublikation berättar därför hela sin historia i ett och samma verk. Termen "one-shot" används för denna sortens verk, då främst i USA och Frankrike/Belgien. I Sverige däremot är engångspublikationer inte särskilt vanliga och när de väl publiceras kallas de ofta för antingen "seriealbum" eller "presentalbum". Termen ska inte blandas ihop med annual, vilket brukar vara årligen utgivna specialnummer av en reguljär tidning.
Inom manga används termen yomikiri (読み切り) för att beteckna seriealbum som presenteras i sin helhet utan några efterföljande album. Dessa brukar berättas på runt 15–60 sidor och kan ibland utvecklas till att senare bli en serie (likt ett pilotavsnitt på TV). Några av de mangaserier som började som engångspublikationer var Dragon Ball, Fist of the North Star, Naruto, Bleach, One Piece och Death Note. Engångspublikationer benämns även inom manga "Oneshot" och "Årets Oneshot" är sedan 2010 en av kategorierna i Tidskriftspriset, som utdelas av Sveriges Tidskrifter.

## Exempel på engångspublikationer
- Batman: The Killing Joke
- Franklin Richards: Son of a Genius